# Imogen Carpenter
Mary Imogen Carpenter (* 2. Februar 1912 in Hot Springs, Arkansas; † 24. März 1993 in Los Angeles, Kalifornien) war eine amerikanische Schauspielerin, Musikerin, Komponistin und Musiklehrerin.

## Karriere
Im Jahre 1926 zog sie im Alter von 14 Jahren von ihrer Heimat Arkansas nach Chicago um, um das Chicago Musical College und später die Boguslawski School of Music zu besuchen. Sie arbeitete zunächst als Konzertpianistin und später als Sängerin und Pianistin in Nachtclubs, Theatern und im Radio.
Carpenter trat in den Broadway-Musicals Ziegfeld Follies of 1941 und Cole Porters Mexican Hayride auf. Zusammen mit Lenny Adelson, Kim Gannon und anderen komponierte sie einige populäre Lieder wie Say So, Anytime, Anywhere, Don’t Change Your Mind About Me und Born to Sing the Blues.

## Musikalische Werke
- Say So (1947) mit Freddy Martin und seinem Orchester
- Anytime, Anywhere (1953) mit Lenny Adelson, veröffentlicht auf Frank Sinatras Album Look to Your Heart (1959) und Seth MacFarlanes Album Music Is Better Than Words (2011)
- Don’t Change Your Mind About Me (1955) mit Lenny Adelson, gesungen von Frank Sinatra
- Born to Sing the Blues mit Lenny Adelson auf Shirley Basseys gleichnamigem Album (1957)
- She Always Knows mit Lenny Adelson auf Sammy Davis, Jr.s Album Here’s Lookin’ at You (1959)

## Persönliches Leben
Carpenter hatte mit ihrem Ehemann, dem Filmproduzenten Milton Feldman (1911–1976), zwei Kinder.